# Chapel de fer
Pour les articles homonymes, voir Chapel.
Le chapel, chapel de fer ou chapel de Montauban est un casque antique et médiéval.

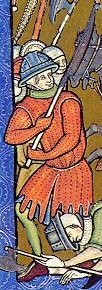
Forme médiévale simple du « chapel de fer »

Il a été popularisé par la télévision et le cinéma dans la série Thierry la Fronde et le film Jeanne d'Arc de Luc Besson, comme symbole du fantassin médiéval anglais.

## Histoire, usages et évolution
L'apparition du chapel remonte au moins à l'époque de la Grèce classique, au Ve siècle av. J.-C. Alors en bronze, il copiait les chapeaux civils. Le Guerrier de Capestrano, une statue d'un roi ou d'un guerrier italique du VIe siècle av. J.-C., porte un casque de bronze en forme de chapeau, avec un panache. Le chapel de fer entra en Europe médiévale vers le XIe siècle par l'Empire byzantin.
Il fut porté par les fantassins et les cavaliers en Occident, mais aussi en Asie, sous des formes adaptées à la mode locale. 
Les fantassins ashigaru japonais, notamment, ont porté le jingasa, un chapel de fer en forme de chapeau japonais large et plat.
Il fut commun en Europe durant tout le Haut Moyen Âge et le Moyen Âge tardif. 

Au XVe siècle, le chapel se modifia pour conduire à la salade par prolongement du bord sur la nuque en une pointe et sa disparition sur le front. Cependant, il demeura en usage en Europe jusqu'au XVIIe siècle, où peint en noir, il se confondait alors avec les Feutres des mousquetaires. 

Le morion et le cabasset apparus au XVIe siècle le rendirent finalement obsolète.
À la réapparition des casques militaires, au cours de la Première Guerre mondiale, le chapel de fer fit son retour sous les formes dérivées que sont le casque Brodie britannique et le casque Adrian français.

## Forme et caractéristiques

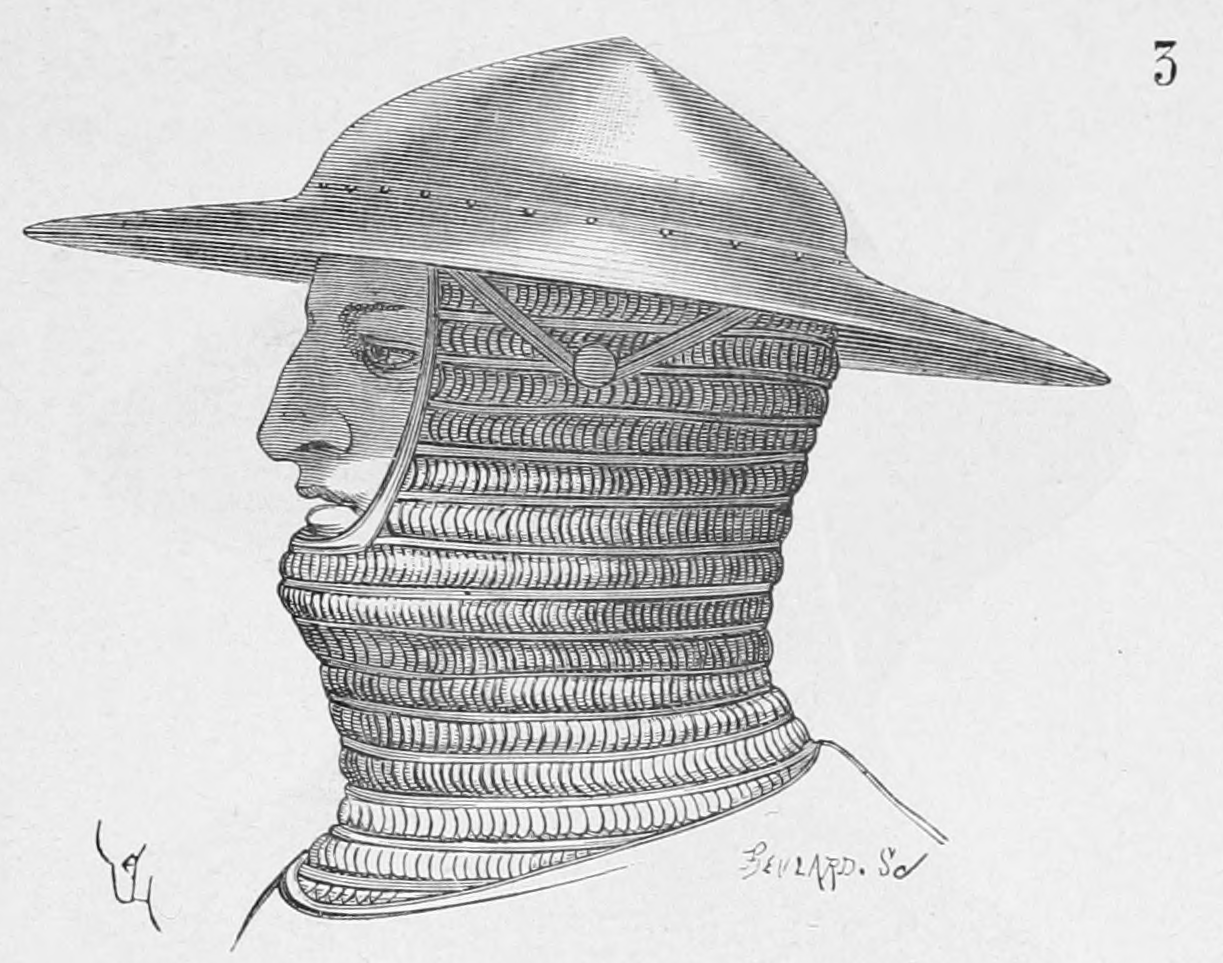
Illustration de Viollet-le-Duc (1874).

Sa forme initiale copiait celle des chapeaux de paille tronconiques, puis un rebord apparut, de plus en plus évasé. Une calotte arrondie et un large bord caractérisent sa forme "classique", la plus usitée au Moyen Âge. Ce bord offrait une bonne protection contre les coups venant de dessus (comme les coups de sabre des cavaliers ou les projectiles des défenseurs d'une place forte).
Le chapel de fer ne gênait en aucun cas la vue ou la respiration, contrairement aux heaumes, par exemple, c'est pourquoi les cavaliers l'utilisaient parfois, notamment par temps chaud, mais souvent avec une protection complémentaire du menton.
Il était parfois doté d'une barre coulissante formant un nasal. Il était en général maintenu par une sangle jugulaire ou des lacets.
La recherche artistique n'était pas absente de la création d'un tel casque puisqu'il était souvent peint, décoré de rivets surnuméraires ou d'incrustations métalliques en relief.
Le chapel de fer était parfois connu sous le nom de chapel de Montauban (ou plus rarement chapel bernois), quoique cette dénomination soit généralement réservée au chapel de fer des XIIIe au XVe siècle lorsqu'il prend une forme cylindrique terminée d'un sommet pyramidal.